# Ещенко, Наталья Александровна
Наталья Александровна Ещенко (20 марта 1926 — 9 июня 2015) — советская и украинская пианистка, педагог, профессор с 1981 года. Заслуженный деятель искусств УССР с 1970 года.

## Биография
Родилась 20 марта 1926 года в Харькове в семье певца Александра Ещенко. Старшая сестра Мария(1923-2000) также стала пианисткой. Наталья Ещенко принимала участие в Великой Отечественной войне. В 1947 году окончила Харьковскую консерваторию (класс М. Хазановского), в 1954 году — аспирантуру при Московской консерватории (руководитель С. Фейнберг).
В 1947—2006 годах преподавала в Харьковском университете искусств. В то же время с 1947 года — солистка Харьковской филармонии.
Среди учеников — И. Гайденко, Т. Ляшенко, Т. Маслова, Л. Радомская, М. Фисун.
В репертуаре — 12 этюдов Ф. Листа, 24 прелюдии Рахманинова, монографические программы из произведений В.-А. Моцарта, Л. ван Бетховена, Ф. Шуберта, Ф. Шопена. Широко представлено творчество украинских композиторов — Н. Лысенко, В. Косенко, Л. Ревуцкого, М. Тица, А. Жука и других. Выступала также в симфонических концертах. Гастроли по городам Украины, России, Польши. Имеет фондовые записи на Украинском радио.